# 史蒂文顿

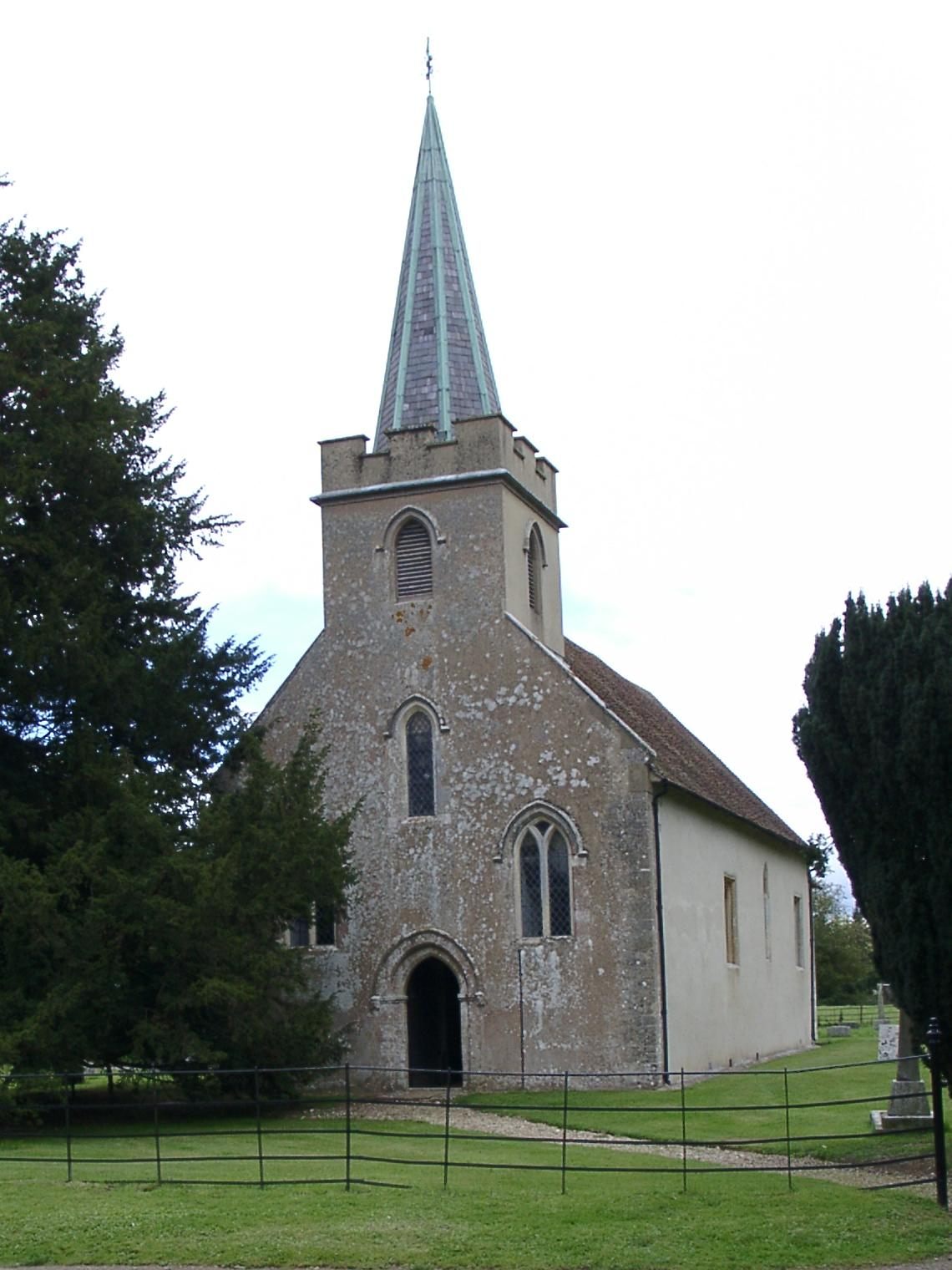
史蒂文頓教堂

史蒂文顿（英語：Steventon）是位于英国汉普郡北部的一个拥有大约250名居民的村庄，位于贝辛斯托克镇的西南七英里处，在奥弗顿（Overton）、奥克利（Oakley）、北沃尔瑟姆（North Waltham）三个村庄之间。
著名的作家简·奥斯丁出生在这里，并在1775年至1801年和家人住在这里，随后他们搬到了巴斯。